# Interpelace
Interpelace (z lat. interpellare = skákat do řeči, přerušovat dotazem) je dotaz člena parlamentu na člena vlády, který má povinnost na něj odpovědět. Interpelace mají pravidelně určen svůj čas projednávání a jejich prostřednictvím vykonává moc zákonodárná kontrolu nad mocí výkonnou. Velmi známými a sledovanými jsou interpelace v britském parlamentu.
V České republice mohou na rozdíl od dob první republiky interpelovat člena vlády jen poslanci, senátoři toto právo nemají. Poslanec může interpelaci podat buď ústně přímo na schůzi sněmovny nebo i písemně prostřednictvím předsedy Poslanecké sněmovny, člen vlády má na odpověď lhůtu 30 dnů. Ústní interpelace se projednávají ve čtvrtek od 14:30 do 18:00 hodin, přičemž doba otázky nesmí překročit dvě minuty, odpověď na ni pět minut, doplňující dotaz jednu minutu a odpověď na něj dvě minuty. Při nespokojenosti poslance s odpovědí na písemně podanou interpelaci se věc projednává na schůzi sněmovny.
Právo interpelace mají např. i poslanci Evropského parlamentu a odpovědi členů Rady i Komise se zveřejňují v Úředním věstníku.